# Stiftungskapelle St. Antonius (Augsburg)

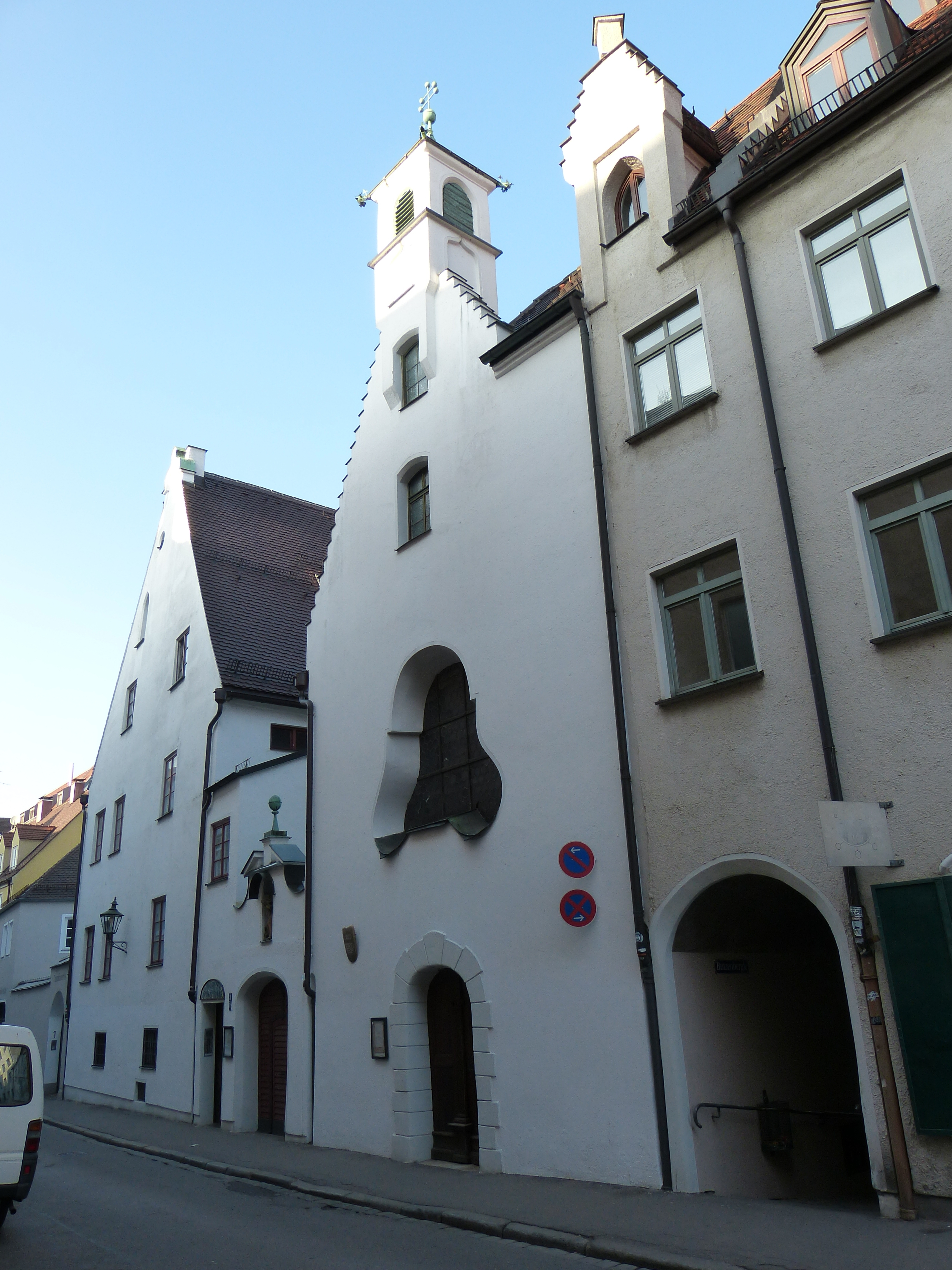
Stiftungskapelle St. Antonius Frontansicht

Die ehemalige Stiftungskapelle St. Antonius in der Dominikanergasse in Augsburg stammt im Kern aus dem 15. Jahrhundert und ist ein Teil des Stiftungsgebäudes der St. Antonspfründe. Als Baudenkmal ist sie in die Bayerische Denkmalliste eingetragen.

## Geschichte
Der Augsburger Stadtpfleger Lorenz Egen stiftete 1410 hinter seinem Wohnhaus in Augsburg die St. Antonspfründe für Arme. Dies geht aus einer Urkunde hervor, bei dem es zu einem Vergleich über die Pfarrei- und Begräbnisrechte der Kaplanei mit dem Stift St. Moritz kam. 1411 war die Anlage samt Kapelle, die man dem hl. Einsiedler Antonius weihte, fertig gestellt. Dessen Sohn Peter Egen, ebenfalls Augsburger Stadtpfleger, der 1442 mit von Argon in den Adelsstand erhoben wurde, ließ die Pfründe erweitern und erneuern. Während der Reformationszeit wurde die Kapelle zeitweise evangelisch und 1589 wieder rekatholisiert. Im selben Jahr erfuhr der Bau eine deutliche äußere Veränderung. Anlässlich der 300-Jahr-Feier ließ der damalige Augsburger Stadtpfleger Johann Jakob Holzapfel 1746 die Kapelle im Rokokostil umgestalten. Das Altar- und Deckengemälde schuf Matthäus Günther. Die Stuckarbeiten stammten von Johann Michael Feichtmaier. Mit der Aufhebung des Stiftes 1807 ging auch die Kapelle 1813 in städtischen Besitz über. Die Pründe bestand weiterhin und war katholischen Bürgern vorbehalten und bis 1965 ein Altersheim. Den Zweiten Weltkrieg überstand die Kapelle unversehrt. In der Zeit von 1967 bis 1987 wurde die Kapelle von der Griechisch-Orthodoxen Gemeinde genutzt. Bei den Restaurierungsarbeiten von 1988/89 fand man auf der inneren Westwand Wandmalereien aus der Zeit um 1445. 1990 wurde ein hölzernes Abschlussgitter rekonstruiert. Das Bauensemble erhielt im Zuge der Außensanierung 2007 den Augsburger Fassadenpreis.

## Beschreibung
Der kleine Saalbau, auf einer Hanglage liegend, besitzt eine konvexe Fassade mit Stufengiebel und Dachreiter. Der Grundriss weist eine leichte Verschiebung der Achse nach Norden hin auf. Im Innenraum sind die Wände durch Pilaster gegliedert und schließen mit stuckierten Kartuschenkapitellen ab, die in ein Stichkappensystem übergehen. Die Silbertafeln an der Südwand verweisen auf die Wiedereinrichtung des katholischen Gottesdienstes im Jahr 1589 sowie auf die Bedeutung der Egenschen Stiftung. Das Orgelfresko zeigt die Begegnung zwischen dem hl. Antonius und dem hl. Paulus in der Wüste und das Chorfresko den Sieg der Kirche über die trauernde Synagoge im Angesicht des apokalyptischen Lammes. An der Nordwand ist das Epitaph von Joseph Anton Reinweiller angebracht. In der Kirchenschiffmitte ist im Boden die Grabplatte des Stifters Lorenz Egen eingelassen.